# Сент-Тереза-Пойнт
Сент-Тереза-Пойнт (англ. St. Theresa Point) — індіанська резервація в Канаді, у провінції Манітоба, у межах невключеної частини переписної області №22.

## Населення
За даними перепису 2016 року, індіанська резервація нараховувала 3262 особи, показавши зростання на 13,6%, порівняно з 2011-м роком. Середня густина населення становила 21,2 осіб/км².
З офіційних мов обидвома одночасно не володів жоден з жителів, тільки англійською — 3 215, тільки французькою — 10, а 40 — жодною з них. Усього 2480 осіб вважали рідною мовою не одну з офіційних, з них 2 475 — одну з корінних мов.
Працездатне населення становило 44% усього населення, рівень безробіття — 17,2%.
Середній дохід на особу становив $19 481 (медіана $14 448), при цьому для чоловіків — $15 817, а для жінок $23 171 (медіани — $8 814 та $17 250 відповідно).
18,5% мешканців мали закінчену шкільну освіту, не мали закінченої шкільної освіти — 62,2%, 19,3% мали післяшкільну освіту, з яких 29,7% мали диплом бакалавра, або вищий.
| Статево-вікова структура населення | Статево-вікова структура населення | Статево-вікова структура населення | Статево-вікова структура населення | Статево-вікова структура населення |
| ---------------------------------- | ---------------------------------- | ---------------------------------- | ---------------------------------- | ---------------------------------- |
|                                    |                                    |                                    |                                    |                                    |
| Всього                             | Всього                             | 52,2%47,8%                         |                                    |                                    |
| 0 — 14 років                       | 0 — 14 років                       |                                    | 41,2%                              | 41,2%                              |
| 15 — 64 років                      | 15 — 64 років                      |                                    | 55,6%                              | 55,6%                              |
| 65 і більше                        | 65 і більше                        |                                    | 3,2%                               | 3,2%                               |
| 85 і більше                        | 85 і більше                        |                                    | 0,2%                               | 0,2%                               |
| Середній вік (років)               | Середній вік (років)               | 24,025,1                           | 24,5                               | 24,5                               |
| Медіана (років)                    | Медіана (років)                    | 19,021,7                           | 20,4                               | 20,4                               |
| — чоловіки — жінки                 |                                    |                                    |                                    |                                    |

| Походження мешканців:     | Походження мешканців:     | Походження мешканців: | Походження мешканців: | Походження мешканців: |
| ------------------------- | ------------------------- | --------------------- | --------------------- | --------------------- |
| Походження                |                           |                       | осіб                  | %                     |
| Корінні американці        | Корінні американці        |                       | 3 230                 | 98.93%                |
| Інше північноамериканське | Інше північноамериканське |                       | 90                    | 2.76%                 |
| Європейське               | Європейське               |                       | 45                    | 1.38%                 |
| британське                | британське                |                       | 40                    | 1.23%                 |
| Азійське                  | Азійське                  |                       | 10                    | 0.31%                 |

## Клімат
Середня річна температура становить -1°C, середня максимальна – 20,9°C, а середня мінімальна – -28°C. Середня річна кількість опадів – 549 мм.
| Клімат поселення                              | Клімат поселення | Клімат поселення | Клімат поселення | Клімат поселення | Клімат поселення | Клімат поселення | Клімат поселення | Клімат поселення | Клімат поселення | Клімат поселення | Клімат поселення | Клімат поселення | Клімат поселення |
| Показник                                      | Січ.             | Лют.             | Бер.             | Квіт.            | Трав.            | Черв.            | Лип.             | Серп.            | Вер.             | Жовт.            | Лист.            | Груд.            |                  |
| Середній максимум, °C                         | −16,42           | −12,61           | −4,92            | 4,99             | 13,21            | 19,38            | 20,88            | 19,80            | 12,71            | 5,65             | −4,66            | −15,11           |                  |
| Середня температура, °C                       | −22,19           | −18,42           | −10,71           | −0,79            | 7,41             | 13,59            | 17,61            | 16,52            | 9,43             | 2,38             | −7,93            | −18,38           |                  |
| Середній мінімум, °C                          | −27,99           | −24,2            | −16,51           | −6,59            | 1,64             | 7,80             | 14,33            | 13,25            | 6,16             | −0,9             | −11,21           | −21,65           |                  |
| Норма опадів, мм                              | 21               | 17               | 23               | 26               | 45               | 73               | 86               | 79               | 65               | 51               | 36               | 27               |                  |
| Середньомісячна швидкість вітру, м/с          | 3.30             | 3.20             | 3.40             | 3.60             | 3.68             | 3.60             | 3.40             | 3.60             | 4.00             | 4.20             | 3.90             | 3.30             |                  |
| Середньомісячна сонячна радіація, кДж/м²·день | 3560             | 7375             | 12583            | 17852            | 20368            | 20925            | 20528            | 16671            | 10643            | 5918             | 3271             | 2541             |                  |
| --------------------------------------------- | ---------------- | ---------------- | ---------------- | ---------------- | ---------------- | ---------------- | ---------------- | ---------------- | ---------------- | ---------------- | ---------------- | ---------------- | ---------------- |
| Джерело:                                      |                  |                  |                  |                  |                  |                  |                  |                  |                  |                  |                  |                  |                  |